# Welcome to the Machine
Welcome to The Machine – drugi utwór na albumie Wish You Were Here (1975) zespołu Pink Floyd. Został skomponowany przez Rogera Watersa. Wyróżnia się od innych utworów z tego albumu, specyficznym brzmieniem syntezatorów (EMS VCS3) i gitar. Do stworzenia utworu muzycy wykorzystywali różne „efekty taśmowe” (efekty dźwiękowe wytworzone przez ręczne przewijanie taśmy na głowicy). Jest jedynym utworem, przy którym David Gilmour używał słuchawek na koncertach.
Tekst piosenki jest krytyką przemysłu muzycznego i wytwórni płytowych.

## Twórcy
Muzyka i słowa: Roger Waters
- Roger Waters – syntezator EMS VCS 3, gitara basowa, śpiew (harmonie)
- David Gilmour – 6. i 12-strunowa gitara akustyczna, śpiew (prowadzący i harmonie)
- Richard Wright – syntezatory EMS VCS 3, ARP String Ensemble, minimoog
- Nick Mason – kotły, talerze

## Wersje innych wykonawców
Grupa Shadows Fall nagrała własną wersję utworu. Cover został wydany na albumie The Art of Balance (2002). Utwór nagrała także grupa RPWL na płycie koncertowej Start the Fire (2005).